# Королева мёртвых
«Королева мёртвых» (1916) — немой художественный фильм Михаила Бонч-Томашевского. Фильм вышел на экраны 13.IV.1916. Фильм не сохранился.

## Сюжет
Драматическая поэма в 5 песнях.

## Критика
В. Вишневский охарактеризовал фильм как «типично салонную драму с мистическим сюжетом».

## Интересные факты
- С этой картины началось сотрудничество Бонч-Томашевского и Вертинского.[2]